# هراة
هَرَاة والنسبة إليها هَرَوِيّ (بالفارسية هَرات، وبالفارسية القديمة: هَرَيْوَه) مدينة أفغانية في ولاية هراة الأفغانية تقع غربي أفغانستان يمر بها نهر هري والذي يتدفق من وسط البلد. سكانها حوالي 349٬000 حسب تقديرات عام 2006 الرسمية. العاصمة الإقليمية مدينة هراة. فيها 16 مديرية وجمركان عملاقان بـ تورغندي قرب حدود تركمانستان والآخر في بلدة إسلام قلعة علي مقربة من الحدود الايرانية. مساحتها حوالي 62٬000 كيلومتر مربع. هراة مدينة أثرية ذات مبان تاريخية ضخمة والتي تعرّضت للتدمير الجزئي والكامل خلال الحروب الأخيرة ومن أشهرها قلعة هراة. هراة تتمتع باقتصاد مزدهر والذي ينمو بسرعة بفضل منظمات حكومية وأخري غير حكومية ومكاتب تابعة للامم المتحدة وشركات خاصة، أجنبية وأفغانية. من أحيائها الشهيرة شهر نو، ولايت، قول أردو، فرقة، دروازة خوش، شهار سو، بول ركينة، صوفي آباد، نو آباد، بول مالان وتـخت سفر. أضرحة الملكة كوهر شاد وعبد الله الأنصار والخواجة غلطان والتي يزورها آلاف الأفغان يوميا. يرجع تاريخ هيرات إلي قديم الأيام. مديرية شيندند تقع علي مسافة 120 كيلومتر جنوبي المحافظة حيث تتواجد ثالث أكبر قاعدة عسكرية أمريكية بعد بغرام وقندهار. لقد انطلقت مؤخرا محطات إذاعية وتلفازية عدة بهراة وصحف ومجلات يومية وأسبوعية وشهرية تغطّي أحداث المنطقة.

## التسمية
الاسم الفارسي الحديث «هَرات» هو تفريس للاسم العربي «هَرَاة» الذي هو تعريب للاسم الفارسي الأوسط «Harēw». وهذا الاسم مشتق من الاسم الفارسي القديم «Haraiva» ويعني «(المدينة) الآرية».

## التاريخ

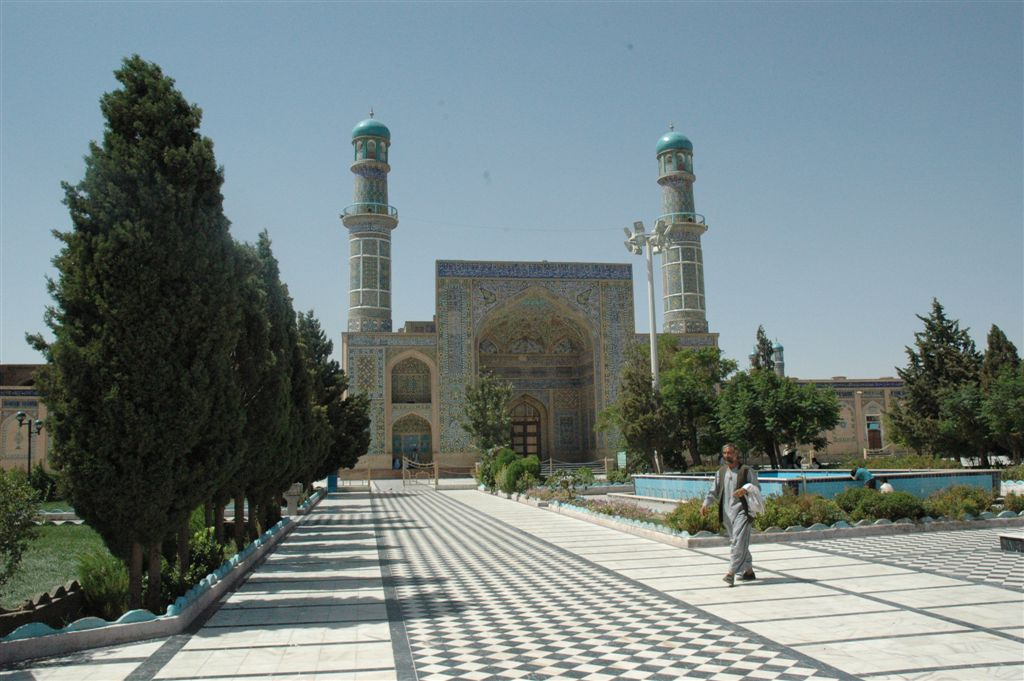
الـمسجد الجامع في هراة.

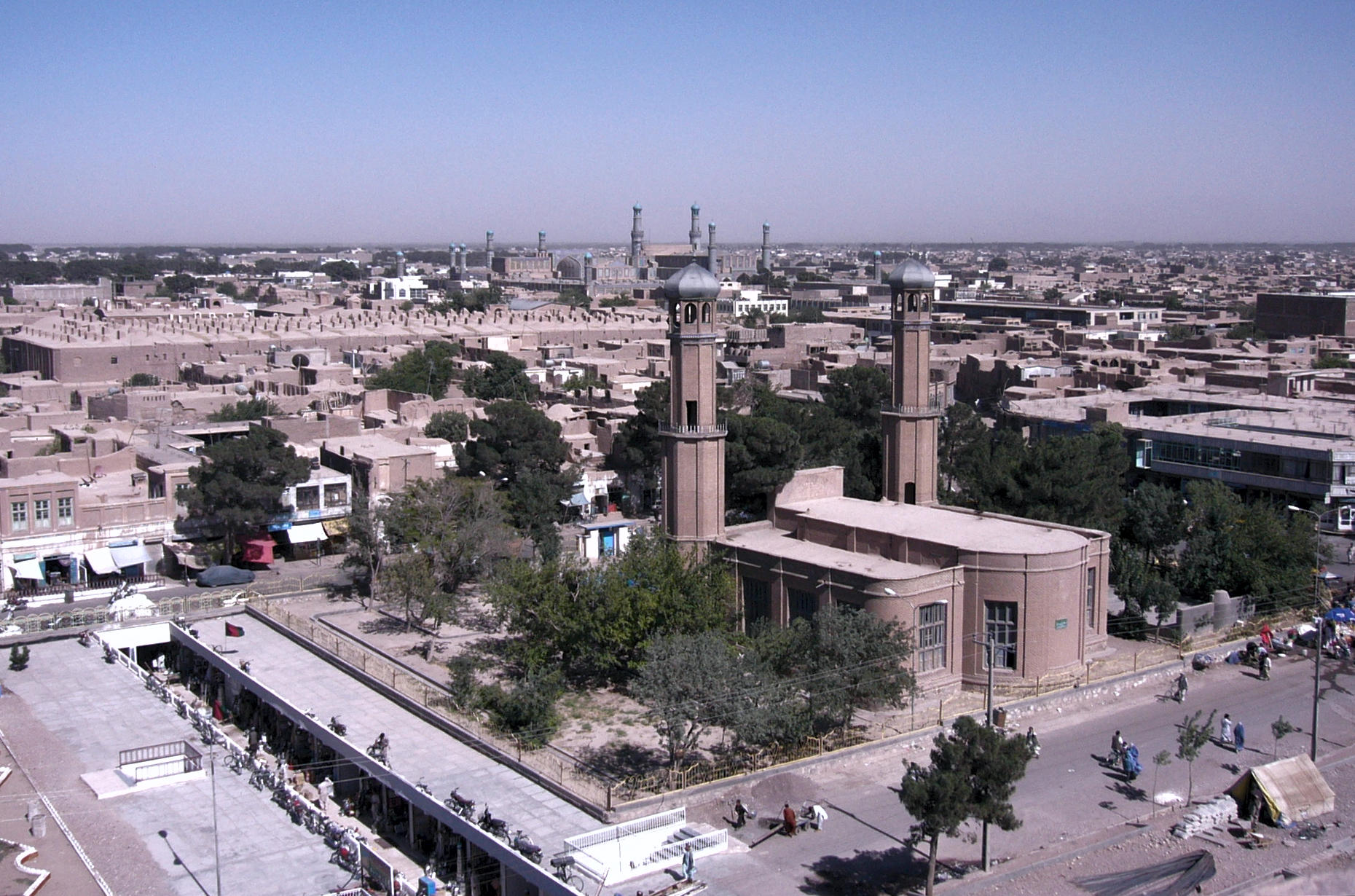
هراة

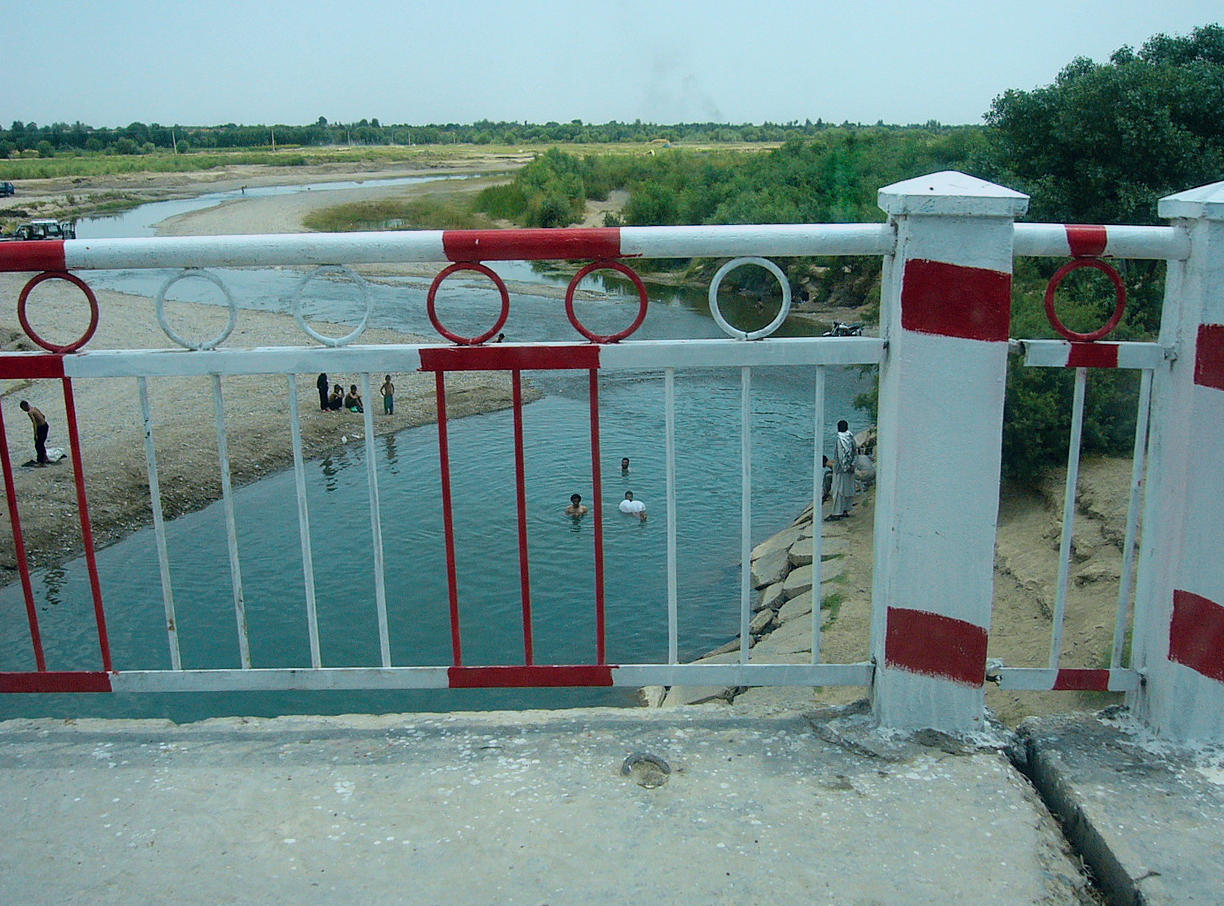
نهر هري

### الفتح الإسلامي لهراة
فُتحت مدينة هراة في عهد الخليفة عمر بن الخطاب رضي الله عنه على يد القائد الأحنف بن قيس وذلك عام 22 هـ الموافق 642م، عندما قام يتعقب يزجرد حيث دخلها الأحنف من ناحية مدينة طبيسن واستخلف الأحنف عليها القائد صحار العبدي.

ثم تمردت هراة عام 29 هـ الموافق 649م في عهد الخليفة عثمان بن عفان رضي الله عنه، حيث بعث جيشا بقيادة عبد الله بن زهير لإخضاع تمردها وحاكما الذي يدعى كشمود، فأغار ابن زهير على هراة وتوابعها مثل باذغيس وبوشنج حتى خضعت له.
أرسل الخليفة عثمان بن عفان القائد صبرة بن شيمان الأزدي إلى هراة لاستتاب الأمن بها، فاستطاع صبرة فتح بعض القلاع والحصون ثم واصل الفتح بعد ذلك القائد ووالي البصرة عبد الله بن عامر بن كريز.
وكانت مدينة هراة ونواحيها في حالة تمرد دائم على العرب المسلمين الفاتحين، فتوجّه إليها القائد عبد الله بن عامر بن كريز والي البصرة في عهد عثمان بن عفان عام 30 هـ الموافق 650م وعلى مقدمة جيشه الأحنف بن قيس فاستسلمت لهم هراة وصالحتهم.

في عام 31 هـ الموافق 651م أرسل عبد الله بن عامر والي البصرة جيشا إلى هراة يقود عبد الله بن خازم السلمي أحد شجعان العرب، فبلغ حاكم هراة هذا الخبر، فأسرع إلى عبد الله بن عامر وصالحه عن هراة وتوابعها.
ومن شعر الصحابي ربعي بن عامر يذكر هراة وبعض مدن خراسان التي تم فتحها في زمن عمر بن الخطاب حيث يقول:

### هراة في التاريخ الإسلامي
حظيت هراة بمكانة مرموقة في عهد الدولة الإسلامية، وقت غناها وازدهارها، إذ تناول كتابة تاريخها كثير من المؤرخين المسلمين، كما كتب عنها وعن موقعها كثير من الجغرافيين أمثال المقدسي وابن حوقل والاصطخري وياقوت الحموي وغيرهم. عدَّها المقدسي من القصبات التي هي أقل شأناً من الأمصار ويقول الاصطخري عنها: «أما هراة فإنها مدينة عليها سور وثيق وحواليها ماء وداخلها مدينة عامرة ولها ربض وفي مدينتها قلعة ومسجد ودار الإمارة خارج الحصن. منقطع عن المدينة بينه وبينها أقل من ثلث فرسخ. ولمدينتها الداخلية أربعة أبواب، واحد منها من حديد، وعلى كل باب سوق وفي داخل المدينة والربض مياه جارية. وخارج الحصن جدار يطوق الحصن كله، أطول من قامة. والمسجد الجامع من المدينة في وسطها وحواليها أسواق. وسائر المساجد بهذه الأماكن، إنما ينتابها الناس في الجمعات»،
ويذكرها ابن حوقل حيث يشير إلى خرابهاودمارها فيقول :«هراة: كان عليها حصار وثيق ومن داخلها القهندذ (قلعة) ولمدينتها الداخلية أربعة أبواب. وللحصن أربعة أبواب، وعليها سور. ثم ظفر بها محمد بن الأشعث الخزاعي أحد قادة أبو جعفر المنصور فأمر أن يلحق سورها بالحضيض، وأقام عليه من طمس آثاره، فكأنه لم ير قط سور.
يقول ياقوت الحموي في معجم البلدان: «هراة: مدينة عظيمة مشهورة من أمهات مدن خراسان. مدينة لا أجل ولا أعظم ولا أفخم ولا أحسن ولا أكثر أهلاً منها، فيها بساتين كثيرة، ومياه وفيرة، وخيرات كثيرة، محشوة بالعلماء ومملوءة بأهل الفضل والثراء، وقد أصابتها عين الزمان، ونكبتها طوارق الحدثان، وجاءها الكفار من التتر، فخربوها حتى أدخلوها في خبر كان فإنا لله وإنا إليه راجعون».

### التاريخ الحديث
حدثت انتفاضة هراة عام 1979.
كان إسماعيل خان حاكم ولاية هراة إبان حكومة المجاهدين الأفغان ولكن بعيد سقوطها في سبتمبر 1995 تحت أيدي طالبان، هرب الحاكم إلي إيران لكن مع توسع دائرة القتال في أفغانستان وانسحاب مقاتلي طالبان من هناك إثر أحداث 11 سبتمبر 2001، أصبح اسماعيل خان في 12 نوفمبر 2001 حاكماً للإقليم من جديد وسط هتافات من مناصريه. ولكن نظرا لوقوع اشتباكات ومناوشات بين إسماعيل خان وأحد قادته الكبار عام 2004، لقي ابن الحاكم اسماعيل خان السيد ميرويس صادق مصرعه والذي كان وزيراً للطيران المدني آنذاك. اشتد الصراع بينها وتم عزل خان من منصبه كـ حاكم للإقليم من قبل إدارة الرئيس حامد كرزاي وحصل علي حقيبة وزارية لاحقاً كـ وزير للمياه والكهرباء في كابل.
وتعتبر هراة من مراكز الإخوان المسلمون في العالم لوجود عدد كبير من المنظمات الإخوانية فيها لديها صحف ومجلات وفضائيات وجماهير.

## السكان
أغلب السكان فيها من الطاجيك (50٪)، والباقي البشتون (30٪)، والأزبك (10٪) والهزارة (5٪) والعرب (5٪). ومن الناحية الدينية، يعتبر أكثر من 99٪ من الأفغان في هراة من المسلمين، الأغلبية من السنة مع أقلية من الشيعة تمثل 7٪ حسب تقرير الامم المتحدة.

## الأعلام
- حافظ آبرو